# Betsy Meyer-Ulrich
Betsy Meyer-Ulrich, vollständiger Name Elisabeth Franziska Charlotte Meyer-Ulrich (* 10. Juni 1802 in Zürich; † 27. September 1856 in Marin-Epagnier) war die Mutter des Schweizer Schriftstellers Conrad Ferdinand Meyer und der Schweizer Schriftstellerin Betsy Meyer.

## Leben
Betsy Meyer-Ulrich war eine Tochter von Anna Cleophea Zeller und Johann Conrad Ulrich. Diese liessen ihr eine umfassende Schulbildung zuteilwerden. Im Alter von knapp 20 Jahren absolvierte sie zur Erweiterung ihrer Französischkenntnisse und zum Studium der Klassiker der Literatur einen längeren Bildungsaufenthalt in Lausanne. Sie hatte ein grosses Interesse an Chemie und nahm in diesem Fach Privatunterricht, da Frauen der Zugang zur Universität damals verwehrt war; im Briefwechsel mit ihrer Freundin Wilhelmine von Meyer von Knonau tauschte sie sich darüber aus. In dieser Zeit intensivierte sich die Freundschaft zu dem Juristen, Politiker und Historiker Ferdinand Meyer, den sie über ihren 1817 im Alter von 19 Jahren verstorbenen Bruder Heinrich Ulrich kannte. 1822 kehrten beide nach Zürich zurück. 1824 folgten Verlobung und Heirat. 
Fortan widmete sich Betsy Meyer-Ulrich ihrer Rolle als Ehefrau, Mutter, Erzieherin und Hausfrau. Am 11. Oktober 1825 kamen der Sohn Conrad Ferdinand Meyer und am 19. März 1831 die Tochter Betsy zur Welt. 1840 wurde sie im Alter von 38 Jahren Witwe.
Depressionen machten im Laufe ihres Lebens immer wieder Kuraufenthalte zur psychischen Erholung notwendig. Gründe dafür waren der frühe Tod ihres Bruders, die Geburt ihres Sohnes Conrad, der Tod ihres Vaters und der frühe Tod ihres Ehemanns. Als Kurorte wählte sie das zürcherische Knonau, das appenzellische Gais sowie das aargauische Baden. 
Betsy Meyer-Ulrich war eine gewandte Briefschreiberin. Insgesamt 186 Briefe an ihre beiden Kinder geben einen facettenreichen Einblick in die Lebensbereiche der bürgerlichen Zürcher Gesellschaft.
Am 27. September 1856 starb sie durch Suizid mittels Ertrinken in der Zihl bei Préfargier.